# Ashley Morgan
Ashley "Ash" Morgan es un personaje ficticio de la serie de televisión británica Hustle, interpretado por el actor Robert Glenister desde el inicio de la serie el 24 de febrero de 2004 hasta el final del programa el 17 de febrero de 2012.

## Biografía
Llamado simplemente Ash por los otros miembros de la banda. Es "el técnico" del grupo pues a menudo prepara las estafas, ya sea consiguiendo los fondos necesarios por medio de pequeños golpes, o buscando locaciones disponibles y adecuadas para llevar a cabo las estafas importantes.
Durante el inicio de la quinta temporada el equipo tomó caminos diferentes, pero tras el regreso de Michael Stone, Ash regresa al equipo.